# 南街街道 (石嘴山市)
南街街道，是中华人民共和国宁夏回族自治区石嘴山市惠农区下辖的一个乡镇级行政单位。

## 行政区划
南街街道下辖以下地区：
春晖社区、矿务局社区、广西社区、憩园社区、乐新社区、矿中社区和新村社区。